# María Teresa Araluce
Maite Araluce Letamendia (San Sebastián, 1961) es la presidenta de la Asociación de Víctimas del Terrorismo desde el año 2018. El 4 de octubre de 1976, su padre, Juan María Araluce Villar fue asesinado por ETA junto con su conductor y tres escoltas policías nacionales en San Sebastián.

## Reseña biográfica
Desde el año 2011 ha pertenecido al equipo de Ángeles Pedraza como Delegada en Navarra, Jaén y Granada. En los años previos a su Presidencia, formó parte de la Junta Directiva, además de mantenerse como Delegada en Jaén y Granada. El 5 de mayo de 2018 fue elegida Presidenta de AVT en la Asamblea General de la Asociación con el 97% de los votos.
Durante su Presidencia, ha participado en numerosos foros y conferencias para llevar el verdadero relato del terrorismo en nuestro país. Las Jornadas en las Universidades para que los jóvenes conozcan el verdadero relato, ha sido una de sus máximas. En 2018 capitaneó las Jornadas en la Universidad Francisco de Vitoria, la Universidad de La Rioja y la Universidad del País Vasco. Todas las Jornadas se repitieron en el 2019 tanto en Madrid, como en Logroño y San Sebastián. En este año, también se celebraron las I Jornadas sobre Divulgación Científica AVT-UCM en el Museo Reina Sofía.
Numerosas han sido las campañas que la AVT ha lanzado por la defensa de las víctimas del terrorismo bajo la Presidencia de Maite Araluce: Las víctimas del terrorismo recorren muchos kilómetros... pero para visitar tumbas, Herenegun!, Carta a la sociedad española y francesa y ¿Qué siente una víctima del terrorismo? Ayúdanos a vivir sin miedo. Así mismo, ha liderado las concentraciones que la AVT ha hecho a las puertas del Congreso cada 27 de junio en protesta por las políticas en materia de víctimas del terrorismo del Gobierno.
El 4 de marzo de 2019 Maite Araluce inauguró en Madrid la exposición de la AVT Vivir sin miedo/Vivir con memoria, que también inauguró en Bilbao el 18 de noviembre ese mismo año, y en Pamplona en el 10 de noviembre del 2021.
Durante el año 2021 la AVT conmemoró su 40 aniversario, que culminó en un Congreso en el mes de noviembre que estuvo presidido por SS.MM la Reina Doña Sofía.
Araluce sostiene que el perdón que desde algunos sectores se pide a las víctimas, es "algo muy personal (...) en ningún caso debe llevar aparejado impunidad o blanqueamiento de los terrroristas y sus crímines".

## Distinciones
- Cruz de la Dignidad (2017)
- Premio IDEAL (2018)
- Premio Be Lider (2019)
- Dama Honorífica de la Virgen del Carmen (2021)